# Actinodaphne bourneae
Actinodaphne bourneae là một loài thực vật thuộc họ Lauraceae. Nó là loài đặc hữu của Ấn Độ. Nó bị đe dọa do mất môi trường sống.